# NGC 2383
NGC 2383 في الفهرس العام الجديد، هو عنقود نجمي، يقع في كوكبة الكلب الأكبر. اكتشف في 15 فبراير 1836 . بواسطة جون هيرشل .

## روابط خارجية
- NGC 2383 على موقع ويكي سكاي: DSS2, SDSS, GALEX, IRAS, Hydrogen α, X-Ray, Astrophoto, Sky Map, Articles and images